# Ben Knapen
Hubertus Petrus Maria „Ben” Knapen (ur. 6 stycznia 1951 w Kaatsheuvel) – holenderski polityk, dziennikarz i menedżer, senator, w latach 2010–2012 sekretarz stanu, od 2021 do 2022 minister spraw zagranicznych.

## Życiorys
W 1976 ukończył historię na Katolickim Uniwersytecie w Nijmegen. W 1985 doktoryzował się na tej samej uczelni. Początkowo pracował jako nauczyciel historii. Później zajął się dziennikarstwem, m.in. w latach 1979–1984 był korespondentem w RFN gazety „NRC Handelsblad” i programu informacyjnego NOS Journaal. W następnych latach związany głównie z „NRC Handelsblad” jako zastępca redaktora naczelnego (1984–1987), korespondent w USA (1987–1990) i redaktor naczelny (1990–1996). W latach 1996–1999 na stanowisku dyrektorskim zajmował się komunikacją i marketingiem w koncernie Philips. Od 1999 do 2005 wchodził w skład zarządu wydawnictwa PCM Uitgevers, w latach 2006–2008 był korespondentem „NRC Handelsblad” w Azji Południowo-Wschodniej. W 2008 został członkiem niezależnego think tanku Wetenschappelijke Raad voor het Regeringsbeleid oraz wykładowcą na macierzystym uniwersytecie.
W latach 2010–2012 z rekomendacji Apelu Chrześcijańsko-Demokratycznego był sekretarzem stanu w resorcie spraw zagranicznych w gabinecie Marka Ruttego. W 2015 i 2019 wybierany w skład Eerste Kamer, wyższej izby Stanów Generalnych. Od 2019 pełnił funkcję przewodniczącego frakcji CDA w holenderskim senacie. We wrześniu 2021 powołany na ministra spraw zagranicznych w trzecim gabinecie Marka Ruttego. Funkcję tę pełnił do stycznia 2022.

## Odznaczenia
Odznaczony Orderem Oranje-Nassau V klasy (2012)